# Santiago de Chile (canción)
«Santiago de Chile» es una canción del cantautor cubano Silvio Rodríguez compuesta en 1974 e incluida en su disco Días y flores, de 1975.
Silvio compuso la canción el 11 de septiembre de 1973[cita requerida] después de enterarse de que Chile se encontraba bajo un golpe militar, dirigido por Augusto Pinochet. Silvio había ido a Santiago (convirtiéndose Chile su primer país latinoamericano en visitar) en septiembre del año 1972.

## Versión de Los Bunkers
El grupo de rock chileno Los Bunkers realizó su propia versión del tema en el álbum tributo a Silvio Rodríguez, Música libre, lanzado en el año 2010. 
El video musical fue dirigido por Nicolás Acuña director de la serie Los Archivos del Cardenal. Fue grabado donde se ubicó la principal locación de la serie y que recrea las dependencias de la Vicaría de la Solidaridad. 
Esta versión fue utilizada como tema principal de la serie chilena Los Archivos del Cardenal de TVN durante 2011 y 2014. 

### Créditos
- Álvaro López – Voz principal
- Francisco Durán – Bajo
- Mauricio Durán – Guitarra eléctrica
- Gonzalo López – Guitarra eléctrica
- Mauricio Basualto – Batería
- Emmanuel del Real – Producción

### Posición en listas
| Lista                 | Posición |
| --------------------- | -------- |
| Chile (Chile Top 100) | 86       |

## Otras versiones
Una versión figura como décimo tema del álbum La Encrucijada (1984) del cantante español Miguel Ríos.
- Datos: Q18286426